# Квинт Антоний Балб
Квинт Антоний Балб (на латински: Quintus Antonius Balbus) е политик на късната Римска република.
Той е привърженик на популарите на Луций Корнелий Цина и става 82 пр.н.е. претор на провинция Сицилия. Той е убит от Луций Марций Филип, легат на Луций Корнелий Сула.